# كيم مادسن
كيم مادسن (بالدنماركية: Kim Madsen)‏ هو لاعب كرة قدم دنماركي في مركزي الدفاع وقلب الدفاع، ولد في 13 فبراير 1978 في روسكيلدا في الدنمارك. شارك مع منتخب الدنمارك تحت 21 سنة لكرة القدم. أما مع النوادي، فقد لعب مع آرهوس جمناستيك فورينينغ وكوبنهاغن بولدكلوب ونادي فولفسبورغ ونادي كوبنهاغن وهانزا روستوك.

## وصلات خارجية
- كيم مادسن على موقع قاعدة بيانات كرة القدم.إي يو (الإنجليزية)
- كيم مادسن على موقع بيانات كرة القدم. دي إي (الألمانية)
- كيم مادسن على موقع عالم كرة القدم.نت (الإنجليزية)